# Pico (métro de Los Angeles)
Ne doit pas être confondu avec Pico/Aliso (métro de Los Angeles).
Pour les articles homonymes, voir Pico (homonymie).
Pico est une station du métro léger de Los Angeles située dans le centre-ville de Los Angeles, sur la Flower Street, juste au nord de Pico Boulevard. Elle est desservie par les rames des lignes A et E. Bien que son nom officiel soit Pico/Chick Hearn, seul le nom Pico est utilisé sur les outils d'information de la LACMTA.

## Localisation
Station du métro de Los Angeles située en surface, Pico est située sur une section commune aux lignes A et E.

## Histoire
Pico a été mise en service le 14 juillet 1990.

## Service

### Accueil

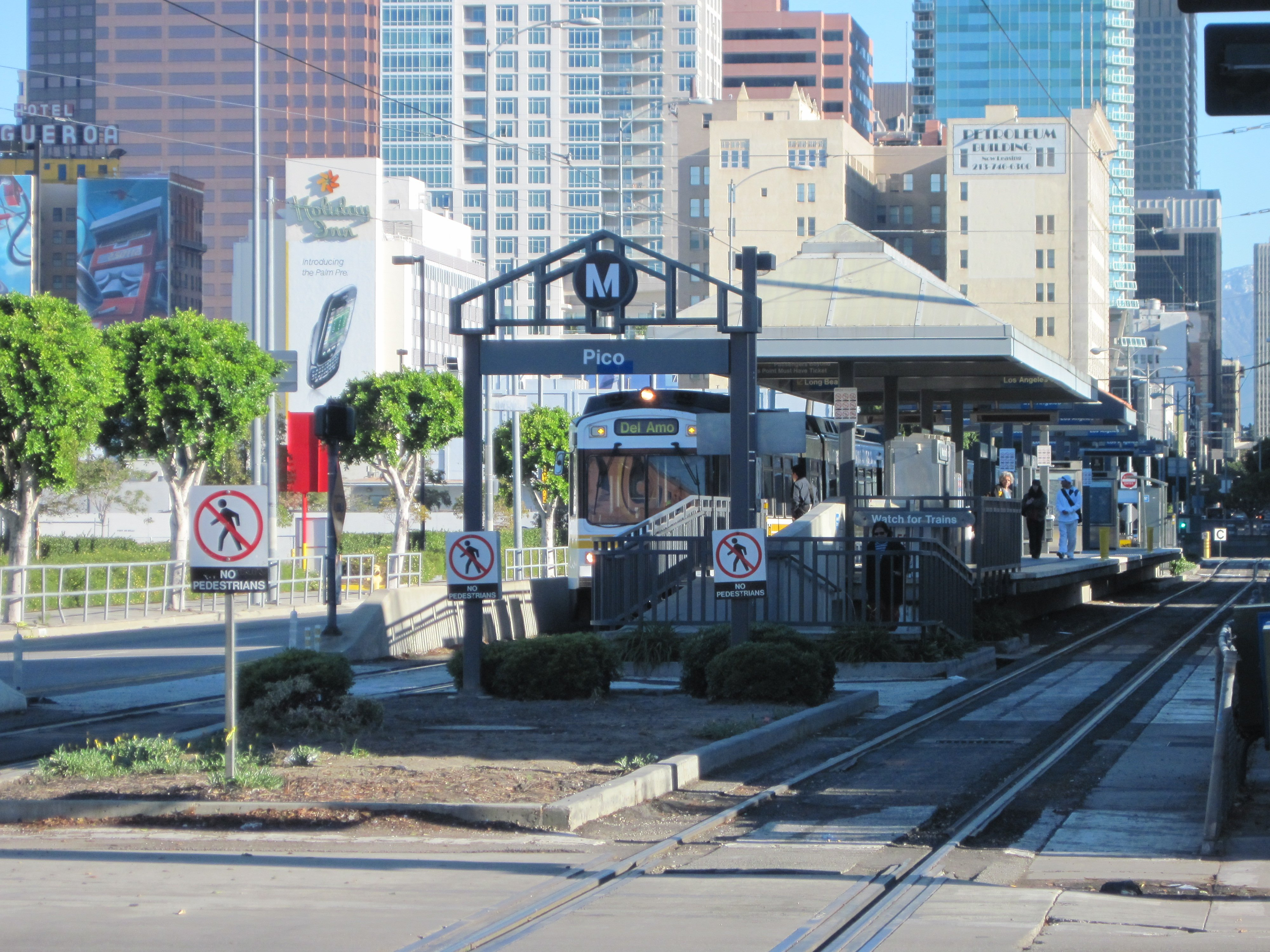
Station de Pico.
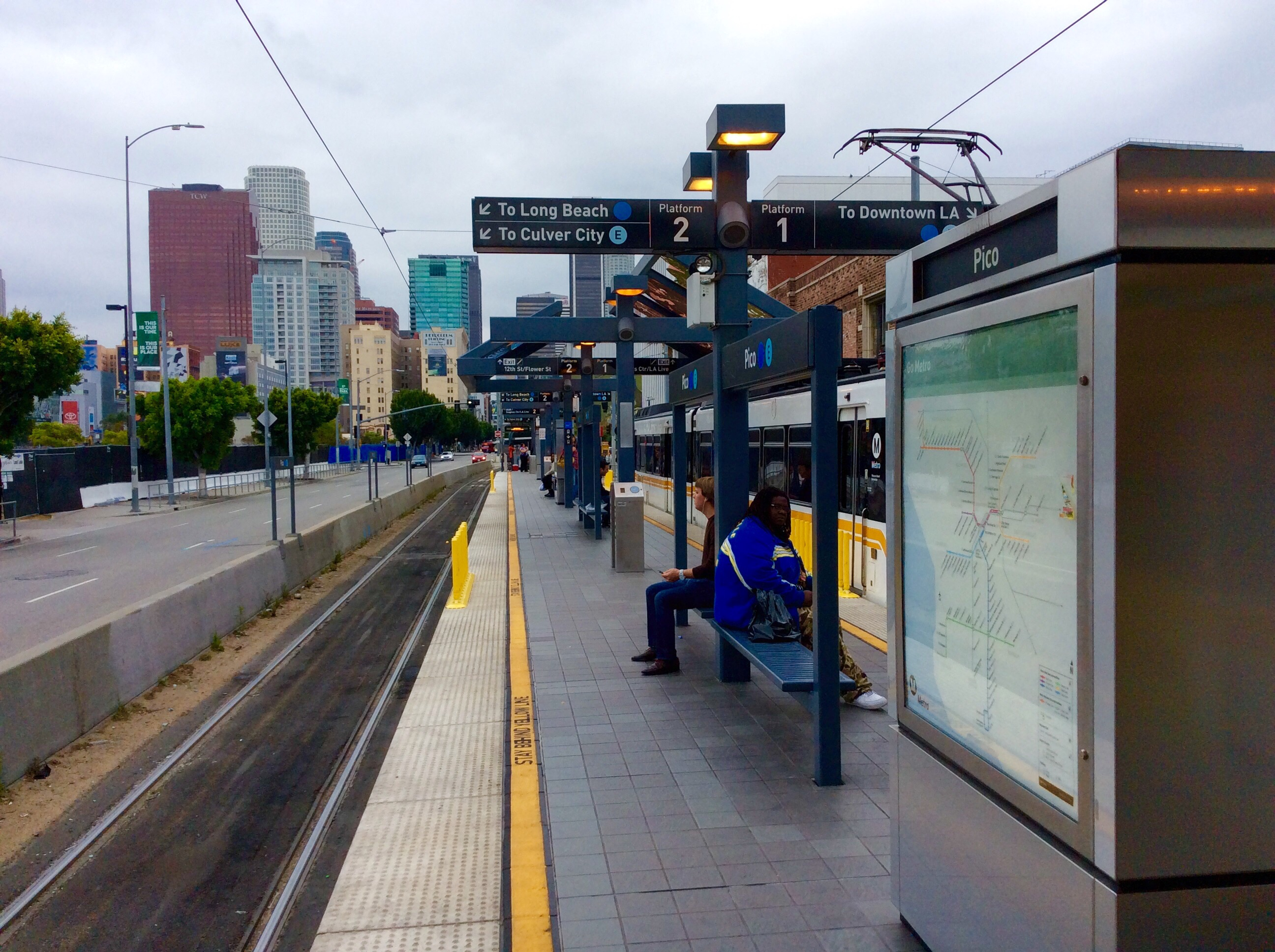
La station est située à proximité des gratte-ciel.

### Desserte
Pico est desservie par les rames des lignes A et E du métro.

### Intermodalité
La station est desservie par la ligne J du réseau de bus à haut niveau de service angelin. Elle est également desservie par les lignes d'autobus 30, 81, 330, 442 et 460 de Metro.

## Architecture et œuvres d'art
L'œuvre d'art public installée à la station s'appelle Time and Presence, et a été créée par l'artiste Robin Brailsford.